# John Wikström (ishockeyspelare)
John Wikström, född 30 januari 1979 i Luleå, är en svensk före detta ishockeyspelare och ishockeytränare. Han tog SM-silver med Luleå HF 1997.